# Лагербринг, Свен
Свен Ла́гербринг (швед. Sven Lagerbring, 24 февраля 1707 — 5 декабря 1787) — шведский историк.

## Биография
Был профессором Лундского университета. Его капитальный труд: «Svea Rikes Historia» (1769-83), в котором описание было доведёно только до 1448. Как первый опыт научной критической истории Швеции, сочинение Лагербринга имеет значение и в наши дни; работа проникнута аристократической тенденцией. Лагербрингу принадлежит также ещё ряд небольших исторических исследований.
Продолжение книги Свена Лагербринга, доведенное до Стен Стура Младшего, было составлено профессором истории Эриком Микаэлем Фантом.